# Нова Іспанія
Віцекоролівство Нова Іспанія (ісп. Virreinato de Nueva España) — віце-королівство, до якого входили території Іспанської Імперії у Північній Америці, на її периферії та в Південно-Східній Азії, що існувало з 1535 до 1821 року.
До складу Нової Іспанії входили, у різні часи, Острови де Байя (зараз територія Гондурасу, до 1643), Кайманові острови (до 1670), Центральна Америка (до південного кордону Коста-Рики), Куба, Флорида, Гаїті (до 1697), Ямайка (до 1655), Мексика, Пуерто-Рико, Тринідад (до 1797) і приблизно вся південно-західна частина США (сучасні штати Каліфорнія, Невада, Юта, Колорадо, Вайомінг, Аризона, Нью-Мексико, Техас і Флорида), але північна межа Нової Іспанії залишилася невизначеною до Договору Адамса-Оніса 1819 року, а також Філіппіни і Маріанські острови в Південно-Східній Азії (Іспанська Ост-Індія). Протягом частини свого існування Нова Іспанія також включала Венесуелу.
У 1821 році Іспанія втратила континентальні території, коли визнала незалежність Мексики. Проте Куба, Пуерто-Рико й Іспанська Ост-Індія (зокрема Маріанські острови і Філіппіни) залишилися під владою Іспанської корони до Іспано-американської війни 1898 року.

## Політичний та адміністративний устрій

Нова Іспанія після 1819р

Вища цивільна і військова влада в Новій Іспанії перебувала в руках призначеного віцекороля, який підпорядковувався безпосередньо монарху і Верховній раді у справах Індій в Мадриді. При віцекоролі перебував дорадчий орган — авдієнції. Юрисдикція авдієнції Мехіко поширювалася на південну частину віцекоролівства, а юрисдикція авдієнції Гвадалахари (політичного та адміністративного центру однойменного інтендантства) — на північну.
У 1786 частина провінцій Нової Іспанії була перетворена в 12 інтендантств, главою кожного з яких був інтендант, що виконував адміністративні, судові та військові функції, відав збором податків і діяльністю муніципалітетів провінційних центрів. Сім північних провінцій об'єднувалися в два військові округи: західний і східний. Вони управлялися командувачами, підпорядкованими віцекоролю. Три провінції зберегли свій колишній статус. Міста і сільські округу перебували у віданні Корехідор і старших алькальдів, яким підпорядковувалися виборні старости індіанських селищ.
Існували також місцеві міські ради — кабильдо, або аюнтамієнто, члени яких офіційно обиралися домовласниками, але з плином часу ці посади стали довічними і спадковими, а іноді навіть купувалися. Діяльність муніципалітетів перебувала під контролем колоніальної адміністрації.

## Населення
Населення Нової Іспанії за даними Олександра фон Гумбольдта становило на 1803р 5,8 млн людей. Однак сучасні дослідники вважають, що його чисельність не досягнула цієї цифри і до 1810, коли вона дорівнювала 5 — 5,5 млн осіб.
Більшу частину населення Нової Іспанії на початку XIX ст. становили її уродженці і близько 40 % з них були індіанцями. Перше сторіччя після конкісти характеризувалося різким скороченням їх чисельності, що змусило колонізаторів, які відчували потребу в робочій силі і платниках податків, перейти від прямого пограбування і винищення корінних жителів до організованої експлуатації, яка набрала феодалізовану форму. В результаті цих змін з другої половини XVII ст. почався повільний приріст корінного населення, і до початку XIX ст. його чисельність досягла вже 2,3 — 2,4 млн осіб. Іспанське законодавство визнавало за індіанськими громадами право володіння землею, забороняючи її вилучення без санкції влади. Однак мало місце і захоплення іспанцями земель громад з подальшим юридичним оформленням. Індіанці також вважалися особисто вільними. Відповідно до законодавства праця їх підлягала оплаті і не повинна бути надмірно важкою. Однак на практиці це не завжди дотримувалося.
З початку XVII ст. на індіанців накладалася примусова трудова повинність (репартімьєнто, або куатекіль) у вигляді роботи на рудниках, промислових підприємствах і плантаціях, будівництві. Для цих цілей влада виділяла певне число чоловіків у віці від 15 до 60 років. З індіанців стягувався подушний податок — трибуто, який на межі XVIII і XIX ст. платили один раз на рік у розмірі двох песо всі одружені чоловіки від 18 до 50 років, за винятком спадкових старійшин касиків, старост селищ та інших посадових осіб. Холостяки і самотні жінки обкладалися податком вдвічі нижче. Індіанцям, зігнаним зі своїх земель, доводилося найматися батраками, іншим за користування землею треба було віддавати частину врожаю. В обох випадках індіанці з часом ставали спадковими борговими рабами — пеонами.
Також на плантаціях і промислових підприємствах і як домашня прислуга працювали негри, в більшості вони були рабами, яких завозили до Нової Іспанії з Африки з середини XVI ст. Але через високу смертність поступово зменшили, а потім і взагалі припинили їх ввезення в результаті збільшення приросту індіанського населення. Чисельність негрів до початку XIX ст. не перевищувала 10 тис. осіб.
Привілейований шар колоніального суспільства складали уродженці метрополії, яких місцеві жителі називали гачупінамі (ісп. gachupin — «люди зі шпорами», носило зневажливий відтінок). На початку XIX ст. їх налічувалося близько 15 тис. Цей стан складався в основному з родового дворянства і великих підприємців, представники його займали майже всі вищі адміністративні, військові та церковні посади.
Важливу роль у житті колонії грало креольське населення — білі нащадки іспанців, що народилися в колонії. Чисельність креолів становила приблизно 1,1 млн осіб. Хоча номінально креоли володіли тими ж правами що й іспанці з метрополії, в реальності вони піддавалися жорсткій дискримінації і лише як виняток призначалися на високі посади: за весь колоніальний період з 61 віцекороля тільки 3, а з 171 єпископів тільки 41 були креолами. З цього шару населення вийшла велика частина поміщиків, вони поповнювали ряди колоніальної інтелігенції, займали посади адміністративного апарату, церкви і армії.
Метисоване населення було позбавлене громадянських прав: метиси і мулати не могли ставати чиновниками і офіцерами, не могли брати участь у виборах органів самоврядування. Вони займалися ремеслом, роздрібною торгівлею, служили як керуючі і прикажчики, становили більшість дрібних землевласників — ранчеро.

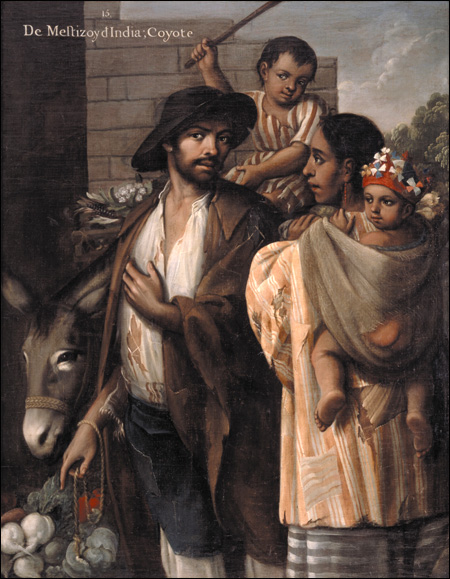
Метис і його дружина індіанка

## Роль церкви
Одним з основних інститутів Нової Іспанії була католицька церква. Під її впливом перебувало все духовне життя: церква відала навчальними закладами, через інквізицію здійснювала цензуру, до кінця XVIII ст. їй належало більше половини всього нерухомого майна колонії. Проте основна частина церковних коштів використовувалася в іпотечних і кредитних операціях: грошових позиках та позики під заставу власності світських землевласників, фінансуванні торговельних підприємств, промисловості, сільського господарства.
Духовенство володіло рядом привілеїв, не обкладалося податками і користувалося правом особливої юрисдикції по всіх судових справах, які стосуються особистості або майна (фуеро). Найбільшим впливом користувалися переважно клірики з числа уроженців метрополії. Нижче духівництво складалося здебільшого з креолів і метисів, їм доводилося жити на мізерну платню і вельми скромні пожертвування віруючих, таким чином річний статок багатьох парафіяльних священиків ненабагато перевищував середній заробіток гірника.
Іспанський католицизм легко злився з язичництвом аборигенів. Місіонери пристосовували всі старі оповіді і звичаї, які можна було примирити з християнством. Навернені індіанці звільнялися від податків. Але в лісових районах Ч'япас і південного Юкатану жили племена, які не зазнали впливу християнства. З відходом місіонерів індіанці швидко поверталися до своїх вірувань.

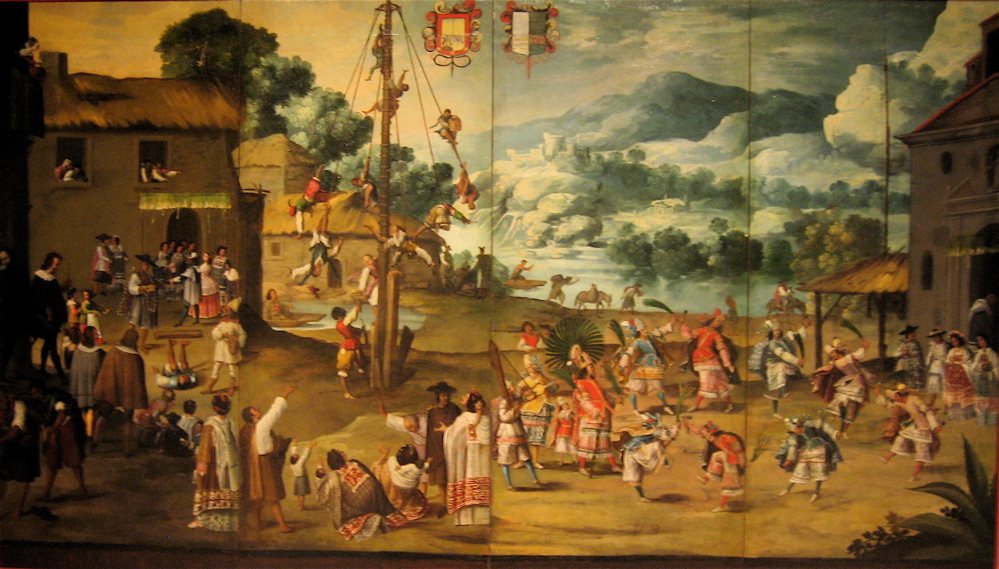
Індіанське весілля

## Господарство
Господарське життя Нової Іспанії підпорядковувалася інтересами метрополії, для якої вона була передусім джерелом дорогоцінних металів, тому їх видобуток став найважливішою галуззю економіки. Рудники були власністю короля, але на практиці людина, що відкрила родовище, отримував його в постійне володіння і повинна була віддавати на користь корони тільки п'яту частину видобутку. Видобуток рудників збільшилася з 2 млн песо в середині XVI століття до 13 млн в середині XVIII ст.
На рудниках поряд з індіанцями, які працювали у виконуючи репартімьєнто і виконували головним чином підсобні функції, було задіяно чимало гірників з інших етнічних груп. З ходом експропріації селянських земель і зубожіння населення міст пропозиція робочої сили зростала, і [піонаж] в гірничодобувній промисловості був витіснений вільнонайманим працею. Наприклад, на рудниках Гуанахуато, що давали в кінці XVIII ст. шосту частину всього видобутку золота і срібла в Америці в 1792 р. з 4 тис. 659 зайнятих там гірників більшість — 4 тис. 536 осіб — становили креоли, метиси і мулати.
Переробна промисловість віцекоролівства розвивалася повільно. Перші мануфактури з'явилися в XVI ст., Але в основному переважали дрібні майстерні. Їх працівники об'єднувалися в цехи, статутами яких регулювалися такі питання як обсяг виробництва, число членів цеху, ціни на сировину і готову продукцію, якість, розміри і колір виробів. Оскільки крім кольорових металів дозволялося вивозити лише Черве́ць та індиго, промисловість не розвивалася більше, ніж того вимагав внутрішній ринок.
Щоб уникнути конкуренції з боку колоніальної продукції, іспанська влада забороняли вирощування в Новій Іспанії винограду, олив, конопель, льону — дозволялося вирощування тільки тих культур, які не вирощували в Іспанії. Ці обмеження заважали розвитку сільськогосподарського виробництва. Після XVI ст. сільське господарство практично перестало розвиватися, продуктивно працювали тільки дрібні фермери «Ранчерос». Індіанці ж не мали можливості купувати якісні знаряддя, рослини і тварин. Типовою формою землеволодіння стала Асьєнда, вона задовольняла основні потреби поміщика і його сім'ї.
Засоби сполучення залишалися на первісному рівні — дороги не будувалися до кінця XVIII ст. Товари перевозили на мулах. Протягом більшої частини колоніального періоду економічні зв'язки Нової Іспанії в основному обмежувалися торговими відносинами з метрополією, які здійснювалися тільки через Веракрус і один іспанський порт — Севілью, а з 1717 р. — Кадіс, пряма ж торгівля з іноземними державами і з іншими іспанськими колоніями (крім Філіппін) заборонялася. Всі товари обкладалися високими митами. Крім того, при їх продажу і перепродажу стягувався особливий податок — Алькабала, розмір якого протягом більшої частини XVII—XVIII ст. і в першому десятилітті XIX ст. становив 6 % вартості. Товари з метрополії і назад перевозилися до останньої чверті XVIII ст. тільки спеціальними флотиліями, а з Філіппін в порт Акапулько — так званим манільським галеоном. Через високі мита і засилля оптовиків-монополістів роздрібні ціни в Мексиці були в три-чотири рази вищі за європейські.
Численні заборони та обмеження, що стримували економічний розвиток країни, все ж не могли зупинити зростання мануфактурного і ремісничого виробництва, торгівлі, сільського господарства, що спостерігалося в Новій Іспанії на межі XVIII і XIX ст.
У 1765—1778 рр.. було проведено ряд ліберальних реформ: колонії було дозволено торгувати з усіма іспанськими портами, американським колоніям Іспанії дозволялося вести між собою торгівлю, система флотилій скасовувалася, були скасовані деякі мита та зменшено розмір інших. Ці заходи сприяли пожвавленню торгівлі. Однак через нездатність метрополії задовольняти весь обсяг колоніальних потреб значного поширення набула контрабанда, перше місце в якій займали англійці. Таке положення зберігалося до англо-іспанських воєн. Лібералізація торгівлі стимулювала розвиток виробництва і в сільському господарстві.

## Культура
У 1536 при францисканському монастирі в Тлателолько був створений перший коледж Санта-Крус, він почав навчання шістдесяти індіанців. 3 червня 1553 в Мехіко відкрився університет, він мав чотири катедри: теології, юриспруденції, мистецтв і медицини. На катедрі мистецтв навчали латини, риторики, логіки, арифметики і геометрії, астрології, музиці. Початкових шкіл до XVIII ст. налічувалося тільки 10.
У 1538 році в Мехіко з'являється перша в Новому Світі друкарня. Протягом XVI століття в колонії було видано 114 книг. З'являється ряд хроністів — Торібіо де Бенавенте, Бернардіно де Саагун, в тому числі індіанських — Фернандо де Альва Іштлільшочітль. Поезія складалася в основному з християнських роздумів і творів, що вихваляють монархів, панував стиль, винайдений Карлосом Гонгора. На цьому тлі виділялася поетеса Хуана Інес де ла Крус, чия любовна лірика відрізнялася тонкістю і емоційною глибиною. Широкого поширення набрав театр, який використовували місіонери для звернення індіанців у християнську віру, зокрема автодраматичний твір з біблійним сюжетом.
Найбільшим витвором Нової Іспанії стала архітектура. Із об'єднаних іспанських та індіанських традицій народився стиль чуррігереско, що є варіантом бароко. Для цього стилю характерна любов до фарб і пишного орнаменту.